# Талчона (Сијена)
Талчона је насеље у Италији у округу Сијена, региону Тоскана.
Према процени из 2011. у насељу је живело 43 становника. Насеље се налази на надморској висини од 230 м.